# Скопско (бира)
„Скопско“ е марка северномакедонска бира, която се произвежда в Скопие. Производството ѝ започва през 1924 г.

## История
Пивоварната е основана през 1922 г. Закупена е 33,347 m2 площ около железопътната линия Скопие – Ниш, на около 2 km източно от Скопие. Основатели на пивоварната са чехите Виктор Цайс, инженер и Карел Хусник, банкер. През 1922 г. те инвестират 3 милиона югославски динара, през 1923 г. – 6 милиона, а през 1924 г., когато започва производството на бира, са инвестирани 9 милиона. В периода преди Втората световна война се произвеждат годишно по 35 000 хектолитра бира, 720 тона малц и 1500 тона лед. По време на Втората световна война консумацията и производството на бира се увеличават, като през 1942 г. се достига до производство на 33 931,30 хектолитра бира. След Втората световна война има спад в производството и консумацията на „Скопско“. Започва разширяване на производствената площ и модернизация на оборудването. През 1951, 1958, 1963, 1969, 1974 и 1985 г. са извършени подобрения в производствения процес. В днешно време производственият капацитет на пивоварната е 1 100 000 хектолитра бира годишно. До 1977 г. се произвеждат само бира и малц. След това започва производството на безалкохолни напитки, балсамов оцет и бирена мая. През 1998 г. пивоварната е закупена от „Кока-Кола“ и „Хайнекен“. От декември 2014 г. започва производството на тъмно пиво.